# Ephesia medionigra
Ephesia medionigra är en fjärilsart som beskrevs av Warren. Ephesia medionigra ingår i släktet Ephesia och familjen nattflyn. Inga underarter finns listade i Catalogue of Life.